# Исследовательский институт идиша
YIVO или Исследовательский институт идиша (ייִוואָ, акроним от ייִדישער וויסנשאַפֿטלעכער אינסטיטוט — йидишер висншафтлэхер институт, Еврейский научный институт) — научно-исследовательский институт языка идиш. Основанный в 1925 году в Вильно, в дальнейшем действовал в Польше, с 1940 года находится в Нью-Йорке, США. Институт обладает значительным собранием лексикографических, орфографических и других письменных материалов языка идиш, что делает его регулирующим институтом этого языка. Несмотря на то, что институт после перемещения главного отделения в Нью-Йорк стал называться Institute for Jewish Research, старая аббревиатура всё ещё широко используется, в том числе в официальных ресурсах.

## История
В августе 1925 года литературовед Нохем Штиф организовал институт, целью которого являлась пропаганда идиша как одного из элементов еврейского национального движения. Нохем Штиф считал, что его организация должна была противостоять еврейским общественным движениям, выступающим за отказ от идиша в пользу возрождения иврита или ассимиляции и перехода на местные европейские языки. В работе по формированию института также приняли участие историк Илья Чериковер, лингвист Макс Вайнрайх, филолог Залман Рейзен.
Институт был основан в Берлине, но его главный офис находился в Вильно, на тот момент являвшемся одним из центров еврейской культуры в Европе. Через некоторое время отделения института возникли в Берлине, Варшаве и Нью-Йорке.
Изначально институт состоял из четырёх отделов:
- Исторический отдел института возглавлял Илья Чериковер. Отдел объединял историков Семёна Дубнова, Якоба Шацкого[англ.], Саула Гинзбурга, Абрахама Менеса; занимался изучением истории евреев Восточной и Центральной Европы.
- Психологическо-образовательный отдел возглавлял Лейбуш Лерер[англ.]; в этом же отделе работали Авром Голомб, Хаим Каздан и Авраам Робак[англ.]. Основной задачей отдела было развитие еврейского образования (прежде всего на языке идиш).
- Экономическо-демографическим отделом управлял Яков Лещинский[англ.]; в нём работали Лейбман Херш, Бен Адир, Мойше Шалит[англ.]. Данный отдел занимался социальными и демографическими исследованиями.
- Отделом языка и литературы управлял Макс Вайнрайх, в подчинении которого находились Иуда Каган[англ.], Александр Гаркави[англ.], Зелик Калманович, Шмуэл Нигер, Ноах Прилуцкий и Залман Рейзен. Отдел проводил как филологические, так и лингвистические исследования.

Нацистская угроза вынудила переместить институт в Нью-Йорк до начала войны, но к захвату Вильно нацистскими войсками были вывезены не все материалы главного офиса. Вторым важным центром института стал Буэнос-Айрес, и третий центр института расположился в Чикаго. Эти отделения действуют и по сей день.
После Второй мировой войны сохранилась часть архива института: многие бумаги немцы отвезли в Берлин, где они сохранились в целости и после окончания войны были переданы в Нью-Йорк; некоторые документы во время оккупации были тайно вывезены из Вильнюсского гетто. Из-за децентрализованного характера хранения материалов (каждое отделение содержало собственный архив) значительная их часть по сей день хранится в Европе.
Большинство сотрудников пережили Холокост. С переездом в Нью-Йорк именно американское отделение получило статус главного, институт стал больше акцентировать внимание на исследовании еврейской диаспоры в США.

## Деятельность
Институт сохраняет манускрипты, редкие книги и другие письменные источники на языке идиш. Библиотека насчитывает около 385 тысяч экземпляров книг, изданных с XVI века и до нашего времени. Архив института насчитывает около 24 миллионов документов. Вместе они составляют крупнейшее собрание материалов по истории еврейства Центральной, Восточной Европы и еврейской эмиграции в Западном полушарии.
Институт издаёт книги и периодические издания на языке идиш, включая Yedies Fun YIVO (с 1929 года), YIVO Bleter (с 1931 года), Yidishe Shprakh (с 1941 года) и англоязычное издание YIVO Annual of Jewish Social Studies (с 1946 года). С 2023 года издаётся серия художественных переводов с идиша Yiddish Voices.
Институт провёл несколько образовательных программ, результатом одной из которых является двухтомное англоязычное издание The YIVO Encyclopedia of Jews in Eastern Europe, вышедшее в 2008 году и представляющее историю и культуру евреев Восточной Европы с начала их появления и до наших дней. Также в 2008 году было напечатано новое английское издание History of the Yiddish Language Макса Вайнрайха, обширного хрестоматийного труда по истории, диалектному членению, лингвогеографии идиша. С 1961 по 1980 год институт опубликовал четырёхтомный Groyser Verterbukh Fun Der Yidisher Shprakh (Большой словарь языка идиш). В 2011 и 2012 году соответственно институт переиздал учебник College Yiddish и словарь Modern English-Yiddish / Yiddish-English Dictionary, оба за авторством Уриеля Вайнрайха.
YIVO организует ряд образовательных программ. В их числе онлайн-курсы по еврейской культуре, литературе и языку идиш, летние школы и семинары.

## Сотрудники

### главные библиотекари
- 1962—1987 Абрамович, Дина